# Say Hello to the Bad Guys
Say Hello to the Bad Guys – mixtape amerykańskiego rapera Drag-Ona, wydany 23 października 2007 roku, przez wytwórnię Hood Environment. Zawiera wszystkie utwory z albumu "Hood Environment".

## Lista utworów
Każdy utwór jest oznaczony jako Drag-Ona, chociaż w każdym występuje również DJ L, a w niektórych członkowie Hood Environment.
1. "Fuck You" (Drag-On) – 1:19
2. "Shots" (Drag-On) (Produced by Dame Grease) – 3:17
3. "Gully" (Drag-On) – 2:26
4. "Backdraft" (Drag-On) (Produced by Swizz Beatz) – 2:18
5. "Blood On Paper" – 1:08 – oparte na podkładzie z "Vato" Snoop Dogga.
6. "Shoe Box" (Drag-On) (Produced by Dame Grease) – 4:38
7. "Scarface (Interlude)" – 0:20
8. "This Is What Happened" (Drag-On) (Produced by Mase) – 3:57
9. "People Talk" (Drag-On) – 1:47
10. "The Strip" (Drag-On) – 3:51
11. "Mac 11" (Drag-On) – 3:13
12. "Scarface (Interlude)" – 0:18
13. "Hood Environment Anthem" (Drag-On) – 3:23
14. "Make Way" (Drag-On) – 3:28
15. "Why I Eyes" (Drag-On) – 3:45
16. "Drifting" (Drag-On) – 1:16
17. "Scarface (Outro) (Drag-On & DJ L) – 1:07